# Apamea vulgaris
Apamea vulgaris är en fjärilsart som beskrevs av Augustus Radcliffe Grote och Robinson 1866. Apamea vulgaris ingår i släktet Apamea och familjen nattflyn. Inga underarter finns listade i Catalogue of Life.